# チキンフット
チキンフット（Chickenfoot）は、アメリカ合衆国のハードロックのスーパーグループ。2018年現在、スタジオ・アルバムを2枚、ライブ・アルバムを1枚、ベスト・アルバムを1枚リリースしている。

## 来歴
バンド誕生のキッカケは偶然で、サミー・ヘイガーとマイケル・アンソニーが、メキシコにあるサミー・ヘイガーのクラブ「Cabo Wabo Cantina」で演奏している際に、チャド・スミスがジャムに参加したことから全てが始まった。最高の瞬間を共有した3人は、ギタリストとして、ジョー・サトリアーニにオファーすることになり、その後、4人によるスタジオでのジャム・セッションを経て、バンドが結成された。
2009年、1stアルバム『チキンフット』をリリース。全米チャートの4位につけ、ゴールドディスク（50万枚以上）に認定された。
2011年、2ndアルバム『チキンフット III』をリリース。
2012年、初のライブ・アルバムとなる『LV』をリリース。
2017年、『BEST + LIVE』をリリース。

## メンバー
サミー・ヘイガー（Sammy Hagar）- ボーカル
1947年10月13日生まれ。カリフォルニア州モントレー出身。モントローズ、ヴァン・ヘイレンの元ボーカリスト。
マイケル・アンソニー（Michael Anthony）- ベース
1954年6月20日生まれ。イリノイ州シカゴ出身。ヴァン・ヘイレンの元ベーシスト。
ジョー・サトリアーニ（Joe Satriani）- ギター
1956年7月15日生まれ。ニューヨーク州ロングアイランド出身。インストゥルメンタル作品を中心に作曲するギタリスト。
チャド・スミス（Chad Smith）- ドラムス
1961年10月25日生まれ。ミネソタ州セントポール出身。レッド・ホット・チリ・ペッパーズのドラマー。

2011年〜2012年のツアーのみ参加
ケニー・アロノフ（Kenny Aronoff）- ドラムス

## ディスコグラフィ

### スタジオ・アルバム
- 『チキンフット』 - Chickenfoot (2009年)
- 『チキンフット III』 - Chickenfoot III (2011年)

### ライブ・アルバム
- LV (2012年)

### コンピレーション・アルバム
- Best + Live (2017年)

### 参加作品
- 『ディープ・パープル マシン・ヘッド・トリビュート:リ・マシンド』 - Re-Machined: A Tribute to Deep Purple's Machine Head (2012年)

### 映像作品
- 『ライヴ・イン・フェニックス ゲット・ユア・バズ・オン・ライヴ』 - Get Your Buzz On Live (2010年)